# Cosmochthonius reticulatus
Cosmochthonius reticulatus is een mijtensoort uit de familie van de Cosmochthoniidae. De wetenschappelijke naam van de soort is voor het eerst geldig gepubliceerd in 1947 door Grandjean.